# Patagonia (Arizona)
Patagonia ist eine Stadt im Santa Cruz County im US-Bundesstaat Arizona. Das U.S. Census Bureau hat bei der Volkszählung 2020 eine Einwohnerzahl von 804 auf einer Fläche von 3,1 km² ermittelt. Der Ort liegt im Süden Arizonas. Die Bevölkerungsdichte beträgt 259 Einwohner/km². Etwa 7 Meilen südlich liegt der Patagonia Lake State Park mit dem Patagonia Lake.

## Verkehr
Patagonia liegt an der Arizona State Route 82.